# Мардин (вилајет)
Мардин (тур. Mardin ili, курд. Parêzgeha Mêrdînê) је вилајет у Турској. Популација вилајета износи 25.066 становника. Административни центар вилајета је град Мардин.